# Wasabröd
Wasabröd AB var ett svenskt livsmedelsföretag med produktion i bland annat Filipstad, där bolaget varit sedan 1931. Wasabröd såldes 1982 till den schweiziska koncernen Sandoz, och sedan vidare till Novartis som 1999 i sin tur sålde verksamheten till italienska Barilla Group. Barilla är världens största tillverkare av knäckebröd. Wasa är idag ett varumärke i Barillas ägo.

## Historia
Wasabröd grundades i Skellefteå 1919 av bagaren Karl Edvard Lundström under namnet AB Skellefteå Spisbrödsfabrik. År 1931 flyttade företaget till Filipstad eftersom han inte kunnat enas med Skellefteå kommun om ytterligare mark för att expandera fabriken. 1933 lyckades försöken med löpande bandsbakat bröd när Karl Edvard Lundström utvecklade Wasa Husman, som blev en försäljningssuccé i hela Sverige. Företaget blev kunglig hovleverantör samma årtionde. Namnet är taget från Gustav Vasa, vars bild tidigare prydde brödpaketen.  Lundström myntade uttrycket "Wasabröd ger råg i ryggen", och det användes under många år som försäljningsslogan. 
Framgångarna innebar att Lundström kunde köpa upp andra företag vilka bland annat bakade ljust veteknäckebröd och delikatessbröd i Linköping respektive Kristianstad, och flera stockholmsbaserade bagerier, till exempel Öhmans Spisbrödsfabrik 1941. Export till USA och Tyskland inleddes under 1940-talet. Till brödtillverkningen skaffade sig Lundström en kvarn 1938, för att vid sidan av tekniska förbättringar satsa på kvalitetsutveckling. Lundström drev sitt företag till 1959 och överlämnade chefsposten till sin son Ulf Lundström.  1957 bytte bolaget namn till AB Wasa Spisbrödsfabrik och 1964 till Wasabröd AB.
År 1967 började Wasabröd tillverka potatischips för den nordiska marknaden i samarbete med amerikanska Borden Foods genom dotterbolaget OLW. Företaget har storbageri i Filipstad och i Celle i Tyskland. Den tidigare tillverkningen i Hamar i Norge lades ned 2010.
Vid Barillas bageri i Filipstad arbetar 440 personer som tillverkar 33 000 ton knäckebröd årligen. 2009–2014 investerade ägaren 150 miljoner i Filipstadsfabriken för att modernisera utrustningen.'
2021-2025 investerade ägaren sammanlagt 1,2 miljarder i Filipstad och Celle varav 700 miljoner gick till Filipstadsfabriken för att utöka den nyare delen av bageriet med en helt ny produktionslinje och att fasa ut produktionslinjer i den äldre delen av bageriet.

## Släkten Lundström efter försäljningen av Wasabröd
Släkten Lundström blev mångmiljonärer när Wasabröd såldes 1982 och bland dem fanns Gwen Lundström, som avled 2015. Hennes son Carl Lundström tillhörde de åtalade i Pirate Bay-målet 2009 och 2010, och han fick då skulder på närmare 90 miljoner kronor. I sitt testamente skrev Gwen Lundström att arvet skulle tillfalla barnbarnen och för att det inte skulle hamna hos kronofogden skrev hon att hennes fastigheter ”inte får utmätas för legatariernas skuld, utgöra tillgång i konkurs eller på annat sätt tas i anspråk för legatariernas skuld”.